# Callithrix marcai
Callithrix marcai är en primat i släktet silkesapor som förekommer i Sydamerika. Den tillhör undersläktet Mico som ibland godkänns som självständigt släkte.
Arten har samma grundform som andra silkesapor. På ovansidan förekommer gråbrun päls som blir fram mot stjärten mörkare. Bröstet, buken och armarna är täckta av ljusbrun päls som kan ha en grå skugga. Påfallande är de rödbruna bakre extremiteter och den svarta svansen. Öronen och nosen är bara glest täckta med hår och där finns brunaktig hud. Callithrix marcai har i motsats till flera närbesläktade silkesapor ingen ljus fläck eller strimma på höften. Händer och fötter är ljusare än hos Callithrix emiliae.
Denna primat är bara känd från tre individer som hittades vid en biflod av Rio Roosevelt i södra Amazonområdet. Habitatet utgörs av tropiska regnskogar.
Levnadssättet är okänt men liknar troligen andra silkesapors beteende. IUCN listar arten som sårbar (VU).